# 머디 워터스
머디 워터스(영어: Muddy Waters, 1913년 4월 4일 ~ 1983년 4월 30일)는 종종 "현대 시카고 블루스의 아버지"로 언급되는 미국의 블루스 음악가였다.

## 생애
머디 워터스는 1913년 4월 4일 미국 미시시피주 이사퀘나 군에서 태어났다. 미시시피주의 목화지대에서 자라면서 어릴 때부터 하모니카와 기타를 배웠으며 1930년대에는 미시시피 각지를 돌며 하우스파티, 피크닉 등에서 기타를 연주하고 노래를 불렀다.
로버트 존슨과 손 하우스의 레코딩에서 자극 받아 자신만의 연주 스타일을 구축했고, 1943년 시카고로 이주하여 음악가로 본격적인 활동을 하게 되고 시카고에서는 밴드를 조직하여 주로 클럽이나 바에서 활동하였다.
1944년부터 전기기타를 연주하기 시작하였고 컨트리풍의 블루스 스타일을 탈피하여 피아노와 드럼 등으로 중량감 있는 댄스 리듬을 연주하였으며 신음하는 듯 혹은 외치는 듯한 보컬 스타일과 솔직한 감성을 표현하는 가사로 독특한 시카고 블루스 스타일을 만들어나갔다. 그의 시카고 블루스 밴드에서 활동한 유명한 연주가로는 리틀 월터, 지미 로저스, 오티스 스팬, 지미 코튼 등이 있다.
1948년 델타 블루스 스타일의 《I Can't Be Satisfied》와 《Feel Like Going Home》을 냈으며 1958년에 체스에서 히트 싱글을 모아 데뷔 앨범 《The Best of Muddy Waters》를 냈다.
그의 음악은 일반 청중들에게는 그다지 알려져 있지 않았으나 1960년대 초 대중음악의 뿌리에 대한 관심이 일면서 널리 알려지게 되었고 이후 어쿠스틱 기타 앨범인 《Muddy Waters Folk Singer》(1964) 등을 내며 국내외에서 활발한 공연 활동을 하였지만 수면 도중 심장마비 증세로 1983년 4월 30일, 70세의 일기로 생을 마감하기까지 그는 누구보다 블루스의 개념을 명확하게 정립시킨 ‘블루스 거목’으로 기억된다.

## 음반 목록

### 정규 음반
- 1960년 Muddy Waters Sings "Big Bill"
- 1964년 Folk Singer
- 1966년 Muddy, Brass & the Blues
- 1968년 Electric Mud
- 1969년 After the Rain
- 1969년 Fathers and Sons
- 1970년 The London Muddy Waters Sessions
- 1973년 Can't Get No Grindin'
- 1974년 "Unk" in Funk
- 1975년 The Muddy Waters Woodstock Album
- 1977년 Hard Again
- 1978년 I'm Ready
- 1981년 King Bee

### 라이브 음반
- 1960년 At Newport 1960
- 1969년 Fathers and Sons
- 1971년 Live (At Mr. Kelly's)
- 1979년 Muddy "Mississippi" Waters – Live
- 2000년 The Lost Tapes
- 2009년 Live at the Fillmore Auditorium – San Francisco Nov 04–06 1966
- 2012년 Live at the Checkerboard Lounge, Chicago 1981